# Shun Takagi
Shun Takagi (jap. 高木 駿, Takagi Shun; * 22. Mai 1989 in Fujisawa, Präfektur Kanagawa) ist ein japanischer Fußballspieler. 

## Karriere
Shun Takagi erlernte das Fußballspielen in der Jugendmannschaft von Tokyo Verdy sowie in der Universitätsmannschaft der Meiji-Universität. Seinen ersten Profivertrag unterschrieb der Torwart 2012 bei Kawasaki Frontale. Der Club aus Kawasaki, einer Stadt auf der japanischen Hauptinsel Honshū, spielte in der höchsten Liga des Landes, der J1 League. 2014 bis 2015 wurde er an den Zweitligisten JEF United Ichihara Chiba nach Ichihara ausgeliehen. Für JEF United absolvierte er 41 Spiele in der J2 League. 2016 kehrte er nach der Ausleihe zu Kawasaki zurück. Mit Kawasaki wurde er 2016 Vizemeister und stand im Finale des Kaiserpokals, dass man aber gegen die Kashima Antlers verlor. 2017 wechselte er zum Zweitligisten Ōita Trinita nach Ōita. 2018 wurde er mit Ōita Vizemeister und stieg in die erste Liga auf. Am Saisonende 2021 belegte er mit Ōita den achtzehnten Tabellenplatz und musste in zweite Liga absteigen. Nach insgesamt 157 Ligaspielen wechselte er im August 2023 zum Erstligisten Hokkaido Consadole Sapporo.

## Erfolge
Kawasaki Frontale
- Japanischer Vizemeister: 2016
- Japanischer Pokalfinalist: 2016

Ōita Trinita
- Japanischer Zweitligavizemeister: 2018  ▲